# Lowville (Wisconsin)
Lowville – miasto w Stanach Zjednoczonych, w stanie Wisconsin, w hrabstwie Columbia.